# Casinaria natashae
Casinaria natashae là một loài tò vò trong họ Ichneumonidae.